# سلافيسا زونغول
سلافيسا زونغول ، من مواليد 28 يوليو 1954 ، لاعب كرة قدم يوغسلافي سابق.
لعب مع منتخب يوغسلافيا لكرة القدم.

## روابط خارجية
- سلافيسا زونغول على موقع قاعدة بيانات كرة القدم.إي يو (الإنجليزية)
- سلافيسا زونغول على موقع ناشيونال فوتبول تيمز (الإنجليزية)
- سلافيسا زونغول على موقع Soccerway.com (الإنجليزية)
- سلافيسا زونغول على موقع عالم كرة القدم.نت (الإنجليزية)
- سلافيسا زونغول على موقع كووورة